# Palmarès della Trentino Volley
In questa voce è riportato il palmarès della Trentino Volley, società pallavolistica italiana per azioni con sede a Trento, nata nel 2000. Vengono conteggiati sia i successi della formazione maschile sia di quella femminile, entrata a far parte della società nel 2010. Sono elencati, inoltre, i successi ad ogni livello delle formazioni giovanili.

## Prima squadra maschile
Il primo trofeo del palmarès della prima squadra arrivò nel 2008, con la vittoria dello scudetto. Questo trionfo le permise di disputare, la stagione seguente, la Champions League, alla cui vittoria seguì la partecipazione alla Coppa del Mondo per club. I successi in quest'ultima manifestazione fanno della Trentino Volley la squadra con più titoli mondiali, oltretutto vinti consecutivamente.

### Competizioni ufficiali
21 trofei

#### Competizioni nazionali
11 trofei
| Titolo                 | Anno/i                                               | Seconda classificata                                         |
| ---------------------- | ---------------------------------------------------- | ------------------------------------------------------------ |
| Campionato italiano: 6 | 2007-08; 2010-11; 2012-13; 2014-15; 2022-23; 2024-25 | 2008-09; 2009-10; 2011-12; 2016-17                           |
| Coppa Italia: 3        | 2009-10; 2011-12, 2012-13                            | 2010-11; 2014-15; 2015-2016; 2016-2017; 2021-2022; 2022-2023 |
| Supercoppa italiana: 3 | 2011; 2013; 2021                                     | 2008; 2010; 2012; 2015; 2018; 2024                           |

#### Competizioni internazionali
10 trofei
| Titolo                             | Anno/i                             | Seconda classificata      |
| ---------------------------------- | ---------------------------------- | ------------------------- |
| Mondiale per Club FIVB: 5 (record) | 2009; 2010; 2011; 2012; 2018       | 2022; 2024                |
| CEV Champions League: 4            | 2008-09; 2009-10; 2010-11; 2023-24 | 2015-16; 2020-21; 2021-22 |
| Coppa CEV: 1                       | 2018-19                            | 2014-15; 2016-17          |

#### Piazzamenti
- 1º posto in regular season: 8

2003-04; 2007-08; 2009-10; 2010-11; 2011-12; 2012-13; 2014-15; 2023-24
- Campione d'inverno: 6

2003-04; 2009-10; 2010-11; 2012-13; 2014-15; 2023-24

### Altre competizioni
- 1 Trofeo TIM: 2004[2]
- 1 Trofeo Francesco Stacchini: 2003[3]
- 1 Trofeo Paolo Gislimberti: 2003[4]
- 1 Trofeo Città di Trento: 2003[5]
- 1 Memorial Davide Casagrande: 2006[6]
- 1 Trofeo Itas 190°: 2011[7]
- 1 Trofeo AGSM: 2013[8]
- 1 Trofeo Cassa dei Risparmi di Forlì e Romagna: 2014[9]

## Prima squadra femminile
La formazione femminile entrò ufficialmente a far parte della società nel 2010. Nell'anno precedente vi era già una collaborazione tra la società di Diego Mosna e la Trentino Volley Rosa, che uscì sconfitta dalla finale playoff della Serie B1. Al primo anno come parte della società, le ragazze conquistarono la promozione in Serie A2.

### Competizioni ufficiali
- 1  Promozione in Serie A2: 2010-11

### Altre competizioni
- 1 Memorial Angelo Peroni: 2011[10]

## Settore giovanile maschile
La Trentino Volley investe nel settore giovanile fin dal suo primo anno di vita. Dopo sole tre stagioni giunsero i primi successi, con le vittorie dei campionati regionali Under-15 e Under-17. Il primo successo a livello nazionale fu, invece, nel 2006, con la vittoria del campionato italiano Under-18. Nel 2011, poche settimane dopo la vittoria del secondo scudetto da parte della prima squadra, arrivarono i successi nazionali anche dell'Under-20 e dell'Under-16. Di seguito il palmarès completo del settore giovanile:

### Competizioni ufficiali
39 titoli

#### Competizioni nazionali
10 titoli
| Titolo              | Categoria   | Vittorie | Anno/i vittorie           |
| ------------------- | ----------- | -------- | ------------------------- |
| Junior League       | Under-19/20 | 3        | 2010-11; 2013-14; 2014-15 |
| Campionato italiano | Under-19    | 2        | 2013-14; 2014-15          |
| Campionato italiano | Under-18    | 1        | 2005-06                   |
| Campionato italiano | Under-17    | 1        | 2012-13                   |
| Campionato italiano | Under-16    | 2        | 2010-11; 2011-12          |
| Boy League          | Under-14    | 1        | 2009-10                   |

#### Piazzamenti
- Partecipazione contemporanea di tutte le formazioni giovanili alle finali nazionali di categoria: 4[14]

2006-07; 2009-10; 2011-12; 2012-13
- Partecipazioni alle finali nazionali Junior League (Under-19/20): 8

2006-07; 2007-08; 2008-09; 2009-10; 2010-11; 2011-12; 2012-13; 2013-14
- Partecipazioni alle finali nazionali Under-19: 2

2013-14; 2014-15
- Partecipazioni alle finali nazionali Under-18: 7

2005-06; 2006-07; 2007-08; 2008-09; 2009-10; 2011-12; 2016-17
- Partecipazioni alle finali nazionali Under-17: 2

2012-13; 2013-14
- Partecipazioni alle finali nazionali Under-16: 7

2005-06; 2006-07; 2007-08; 2009-10; 2010-11; 2011-12; 2016-17
- Partecipazioni alle finali nazionali Under-15: 1

2012-13
- Partecipazioni alle finali nazionali Under-14: 6

2006-07; 2008-09; 2009-10; 2010-11; 2011-12; 2012-13
- Partecipazioni alle finali nazionali di Boy League (Under-14): 4

2009-10; 2011-12; 2012-13; 2013-14
- Partecipazioni alle finali nazionali Under-13 (formula 3x3): 2

2012-13; 2013-14

#### Campionati regionali
29 titoli
| Categoria | Vittorie | Anno/i vittorie                                                                          |
| --------- | -------- | ---------------------------------------------------------------------------------------- |
| Under-19  | 1        | 2013-14                                                                                  |
| Under-18  | 4        | 2003-04; 2005-06; 2008-09; 2016-17                                                       |
| Under-17  | 3        | 2002-03; 2012-13; 2013-14                                                                |
| Under-16  | 10       | 2003-04; 2004-05; 2005-06; 2006-07; 2007-08; 2008-09; 2009-10; 2010-11; 2011-12; 2016-17 |
| Under-15  | 2        | 2002-03; 2012-13                                                                         |
| Under-14  | 7        | 2006-07; 2008-09; 2009-10; 2010-11; 2011-12; 2012-13; 2013-14                            |
| Under-13  | 2        | 2012-13; 2013-14                                                                         |

### Competizioni FIPAV
- 1 Coppa Trentino-Alto Adige: 2013-14[16]
- 1 Coppa Triveneto: 2014[17]
- 1 Torneo Interregionale: 2014[18]

### Altre competizioni
- 3 Memorial G.B. Foroni: 2010[19], 2012[20], 2013[21]
- 3 Euregio Cup: 2010[22], 2012[23], 2013[24]
- 1 Trofeo Mariella Genovese: 2011[25]
- 1 Torneo internazionale Under-16: 2011[26]
- 1 Memorial Scandolin: 2011[27]
- 1 Trofeo Saverio Masi: 2011[28]
- 1 Trofeo Internazionale Paolo Bussinello: 2012[29]
- 1 Memorial Gambellin: 2012[30]
- 1 Torneo VolleyStars: 2012[31]
- 1 Trofeo Serenelli e Cardinali: 2013[32]
- 1 Valsugana Volley Josh Festival: 2013[33]
- 1 Spring Cup: 2014[34]
- 1 Coppa delle Alpi: 2014[35]
- 1 Trofeo L. Liuti: 2014[36]